# Les Cloches de Nantes
Les Cloches de Nantes est une chanson dramatique d'Yvonne George datant de 1928, reprenant le thème et les paroles d'une chanson traditionnelle Dans les prisons de Nantes.
L'histoire se passe dans une prison de Nantes, où un prisonnier, condamné à mort, se trouve isolé et ne reçoit, comme visite, que celle de la fille du geôlier.
Il n'existe que deux enregistrements de cette chanson (harmonisation par Ferrari).